# Kossotori
Kossotori (auch: Elh Moussa Chougoui, Housoutouri, Houssoutori, Kossatori, Kossotory, Koussotori) ist ein Dorf in der Landgemeinde N’Gourti in Niger.

## Geographie
Das von einem traditionellen Ortsvorsteher (chef traditionnel) geleitete Dorf befindet sich etwa 100 Kilometer westlich des Hauptorts N’Gourti der gleichnamigen Landgemeinde und des gleichnamigen Departements N’Gourti, das zur Region Diffa gehört. Zu den Siedlungen in der näheren Umgebung von Kossotori zählen Blahardey im Nordosten und Lakani im Südosten. Kossotori liegt im Tal Dilia de Lagané. Auf der gegenüberliegenden Seite des Tals erheben sich die Hügel Barsanga (381 m) und Ngoul Koda (368 m).
Es herrscht das Klima der Sahara vor, mit einer durchschnittlichen jährlichen Niederschlagsmenge von unter 200 mm. Kossotori bildet den südöstlichen Grenzpunkt des Naturreservats Termit und Tin-Toumma. Die Jagdzone von Kossotori ist eines der von der staatlichen Generaldirektion für Umwelt, Wasser und Forstwirtschaft festgelegten offiziellen Jagdreviere Nigers. In der Gegend leben Dorkasgazellen, Fenneks, die Katzenart Felis lybica und Trappen.

## Bevölkerung
Bei der Volkszählung 2012 hatte Kossotori 455 Einwohner, die in 90 Haushalten lebten. Bei der Volkszählung 2001 betrug die Einwohnerzahl 374 in 67 Haushalten und bei der Volkszählung 1988 belief sich die Einwohnerzahl auf 326 in 71 Haushalten.
Kossotori ist eine der Hauptsiedlungen der ethnischen Gruppen der Tubu und Araber in der Region Diffa, in der sie rund zehn Prozent der Gesamtbevölkerung stellen. Das Dorf ist der Sitz einer aus mehreren Stämmen bestehenden und von einem derde angeführten Tubu-Daza-Gruppierung. Die Bevölkerungsdichte in diesem Gebiet ist gering und liegt bei unter 10 Einwohnern je Quadratkilometer.

## Wirtschaft und Infrastruktur
Durch Kossotori führt eine alte Route für den Karawanenhandel zwischen Boutti im Süden und Agadem und Bilma im Norden. Die Siedlung liegt in einem Gebiet der Naturweidewirtschaft, wobei vor allem die Rinder- und Schafzucht wirtschaftlich bedeutend sind. Im Dorf wird ein staatliches Zentrum für Weidewirtschaft betrieben. Mit einem Centre de Santé Intégré (CSI) ist ein Gesundheitszentrum vorhanden. Es gibt eine Schule. Das nigrische Unterrichtsministerium richtete 1996 gemeinsam mit dem Welternährungsprogramm der Vereinten Nationen zahlreiche Schulkantinen in von Ernährungsunsicherheit betroffenen Zonen ein, darunter eine für Nomadenkinder in Kossotori.